# Điện Hồng
Điện Hồng is een xã in het district Điện Bàn, een van de districten in de Vietnamese provincie Quảng Nam.
Điện Hồng ligt op de noordelijke oever van de Thu Bồn. De Vu Gia splitst zich hier in de La Thọ en de Yên. Điện Hồng ligt op de zuidelijke oever van de La Thọ. Điện Hồng heeft ruim 13.000 inwoners op een oppervlakte van 15,45 km².